# El Volador
Ne doit pas être confondu avec Danse du volador.

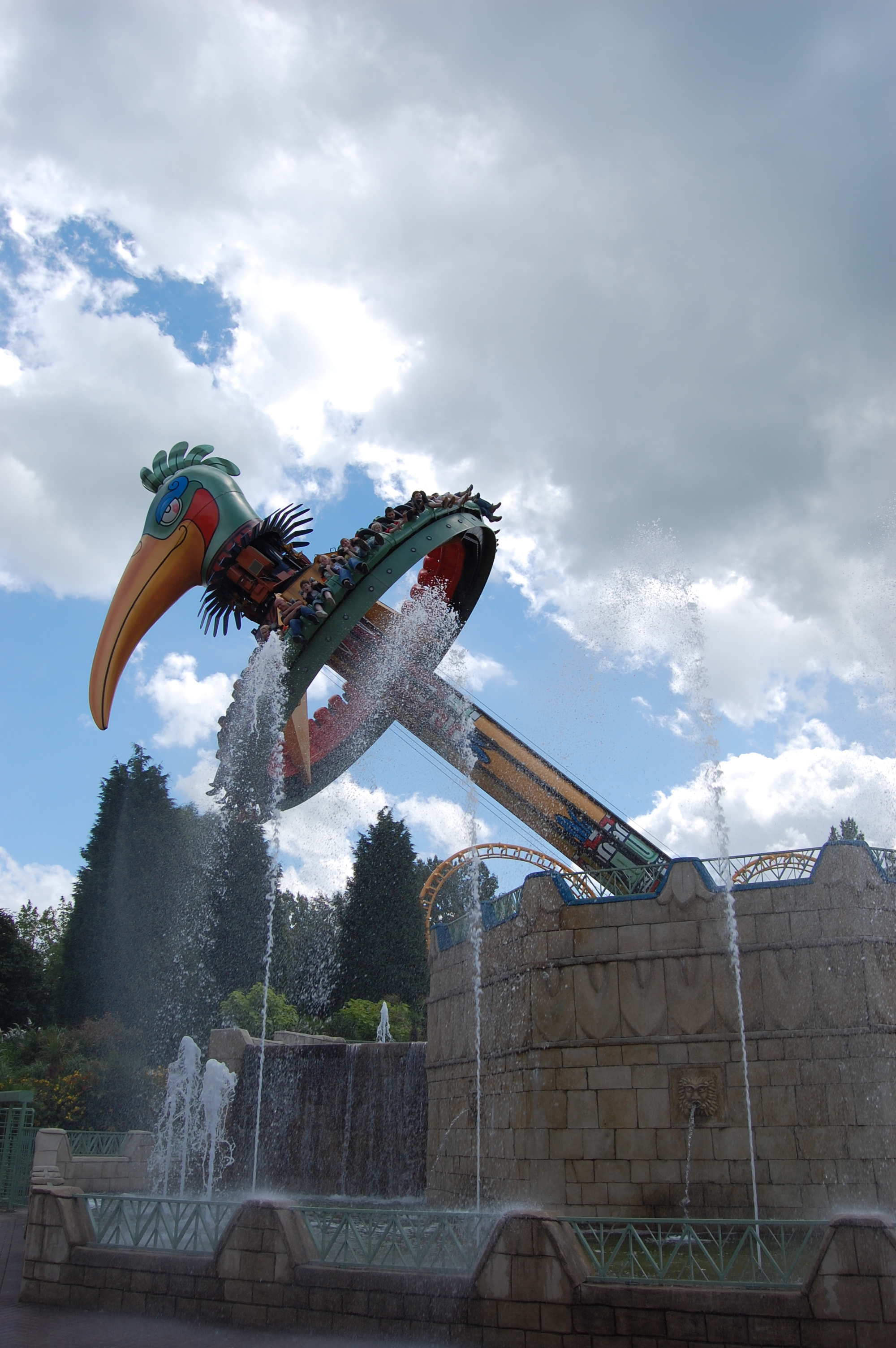
El Volador à Bellewaerde

El Volador est une attraction de type Topple Tower du constructeur allemand Huss Rides située dans le parc d'attractions Bellewaerde à Ypres.
Inaugurée en 2005, El Volador est le premier exemplaire de ce type à ouvrir au public. Cette première mondiale a cependant connu quelques soucis avant d'être entièrement accessible à tous :
- Ouverture officielle retardée (en partie à cause de conditions climatiques défavorables)
- Certains réglages ont été effectués car la tour restait bloquée en fin de cycle. Cette attraction est toujours en fonctionnement aujourd'hui. Elle est située dans la zone Mexique du parc et remplace l'attraction Dancing Queen fermée en 2004 et relocalisée dans le parc d'attractions De Valkenier.

## Concept et fonctionnement

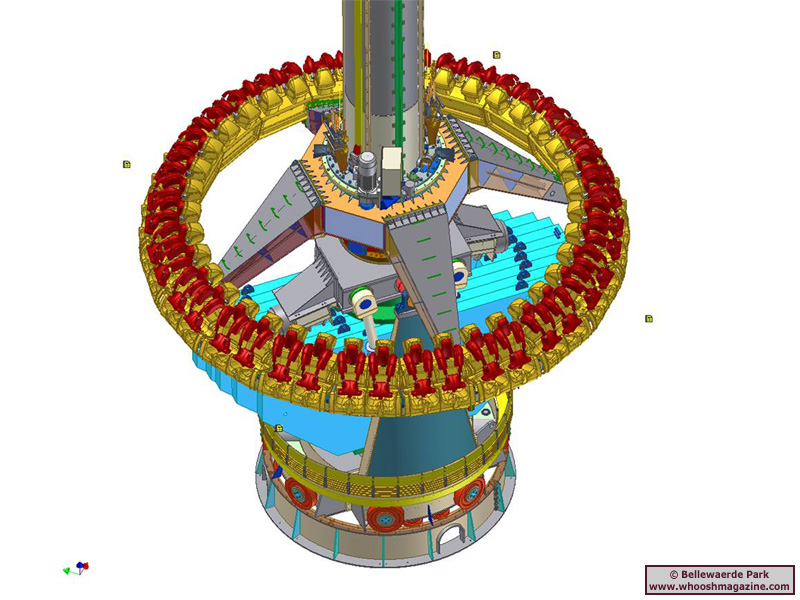
Données techniques

L'attraction démarre par une ascension verticale de la gondole. Juste après le départ, celle-ci se met en mouvement autour du mât. Une fois son point culminant atteint, la rotation du mât commence, mais dans le sens inverse de la gondole. En même temps débute aussi le mouvement du balancier. Le mât entier s'incline vers le bas dans un angle d'inclinaison de 60° et le bec de l'oiseau est toujours pointé vers le sol. Le mât se redresse et pivote à nouveau, mais dans le sens opposé. Après avoir balancé plusieurs fois, le mât se rétablit en position verticale et la gondole circulaire redescend.

## Données techniques
- Taille minimum : 1,20 m
- Taille maximale : 1,95 m
- Capacité : 420 personnes/heure
- Durée du cycle : 2:30 min
- Vitesse : 9 tours par min
- Hauteur maximale : 16 m